# Дракино (Мордовия)
Дра́кино (эрз. Дракина, мокш. Трака) — село Торбеевского района Республики Мордовия, административный центр Дракинского сельского поселения.
В прошлом — село Спасского уезда Тамбовской губернии. Расстояние от Саранска — 168 км, от Торбеево — 2 км. Находится на речке Арзипонерь. Телефон сельской администрации — (83456) 2-95-23.

## География
Расположено удобно в транспортном отношении: около границы села станция Куйбышевской железной дороги «Торбеево» и автодорога Р180 Саранск—Краснослободск—Новые Выселки, а на расстоянии примерно 20 км — Федеральная автомобильная дорога М5 «Урал» Москва—Самара—Челябинск.

## Население
Основной национальный состав населения Дракино — эрзя (одна из двух основных групп мордовского народа). Эрзян, проживающих в Теньгушевском и Торбеевском районах насчитывается почти 10 тысяч (исторически западная Мордовия — территория расселения мокши). Несколько десятков эрзянских сёл в окружении мокшанских и русских населены этнографической группой эрзи, называемой шокшей. Христианизированы в XVII—XVIII веках.

## Из истории Дракино
Имеются достоверные сведения, что мордва-зрзя (шокша) переселилась в Дракино и соседнюю Кажлодку во второй половине XVII века из эрзянской деревни Нароватово с территории современного Теньгушевского района. Впервые деревня Дракино упоминается в 1669 году, в «Книгах Мещерского уезда письма, меры и межевания».

### Численность населения села Дракино
- В 1772 году: 124 двора, 460 душ мужского пола и 457 — женского;
- в 1830 году: 228 дворов, 1630 душ обоего пола;
- в 1861 году: 214 дворов, 1610 душ обоего пола;
- в 1889 году: 340 дворов, 2400 душ обоего пола.

### Занятия населения
Основным занятием населения было хлебопашество. При этом многие крестьяне страдали от безземелия и поэтому или на всё лето выезжали на полевые работы в частновладельческие хозяйства Саратовской губернии, или нанимались на несельскохозяйственные работы: заготовку леса, деревообработку, производство изделий из лыка, луба, мочала.
В то же время к концу XIX века появились представители сельской буржуазии: владельцы крупных земельных наделов, приобретенных путём аренды или за долги у разорившихся бедняков; владельцы различных промысловых заведений (мельниц, обдирок, маслобойных, смолокуренных и других установок). В Дракинской волости было 28 таких заведений. Мощный толчок частно-предпринимательской деятельности дало появление в непосредственной близости от Дракино железной дороги и станции Торбеево — перевалочной базы при торговле хлебом и другой продукцией. Среди других выделялись капиталом и оборотистостью дракинские хлеботорговцы Паниматкины, Балаевы. По преданию, Балаев даже организовал что-то вроде кошечей фермы и шкурки кошек отправлял в Париж, но бизнес не заладился.
Несколько семей крестьян села Дракина занимались мелочной торговлей чугунами, котлами, сковородами, вьюшками и другими изделиями чугунолитейных заводов г. Темникова. Они ездили по селам и деревням многих уездов Тамбовской губернии и даже в степные уезды к Воронежу и Кирсанову.
Дракино славилось своими садами. Так, в конце XIX века сады имели 135 хозяйств дракинцев, в которых насчитывалось 5078 плодовых деревьев.

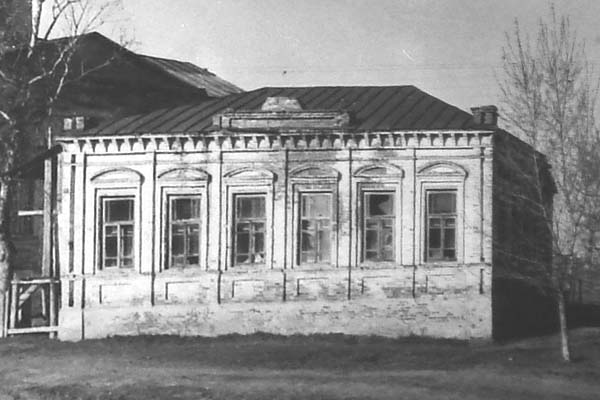
Церковно-приходская школа села Дракино

### Школы
Первая школа была утверждена в Дракино в 1868 году, как церковно-приходская; впоследствии она была переименована в земскую. Наряду с земской школой в селе Дракино существовала церковно-приходская школа грамотности, открытая в 1888 году.
В 1934 году школа становится семилетней, а в 1959 году — восьмилетней. В 1971 году началось строительство новой школы, открытие которой состоялось 1 сентября 1974 года.

## Православная церковь в Дракино

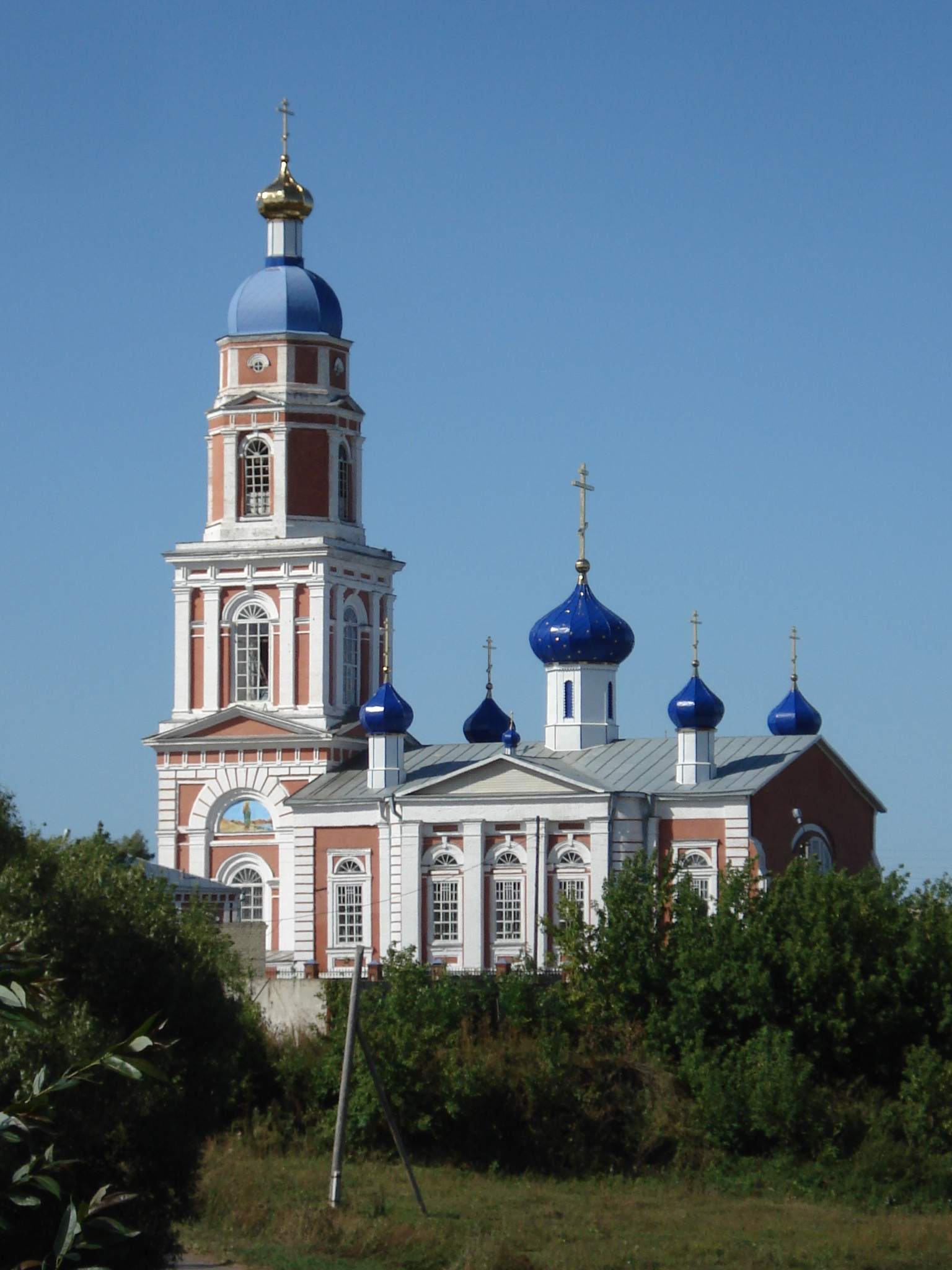
Село Дракино. Покровская церковь.

Известно, что дракинские эрзяне ранее были язычниками (языческое кладбище в селе было ещё в конце XIX века) и что приняли они христианство между 1740 и 1746 годами. Первоначально Дракино относилось к приходу ныне не существующего села Вача. Как самостоятельный приход село Дракино существует со времени освящения дракинской церкви Покрова Богородицы в 1749 года. Первая церковь, также как и вторая, построенная вместо первой в 1853 году (колокольня — в 1858), были деревянными, третья, каменная, была построена в начале XX века.

### Священник Павел Богословский и его записки

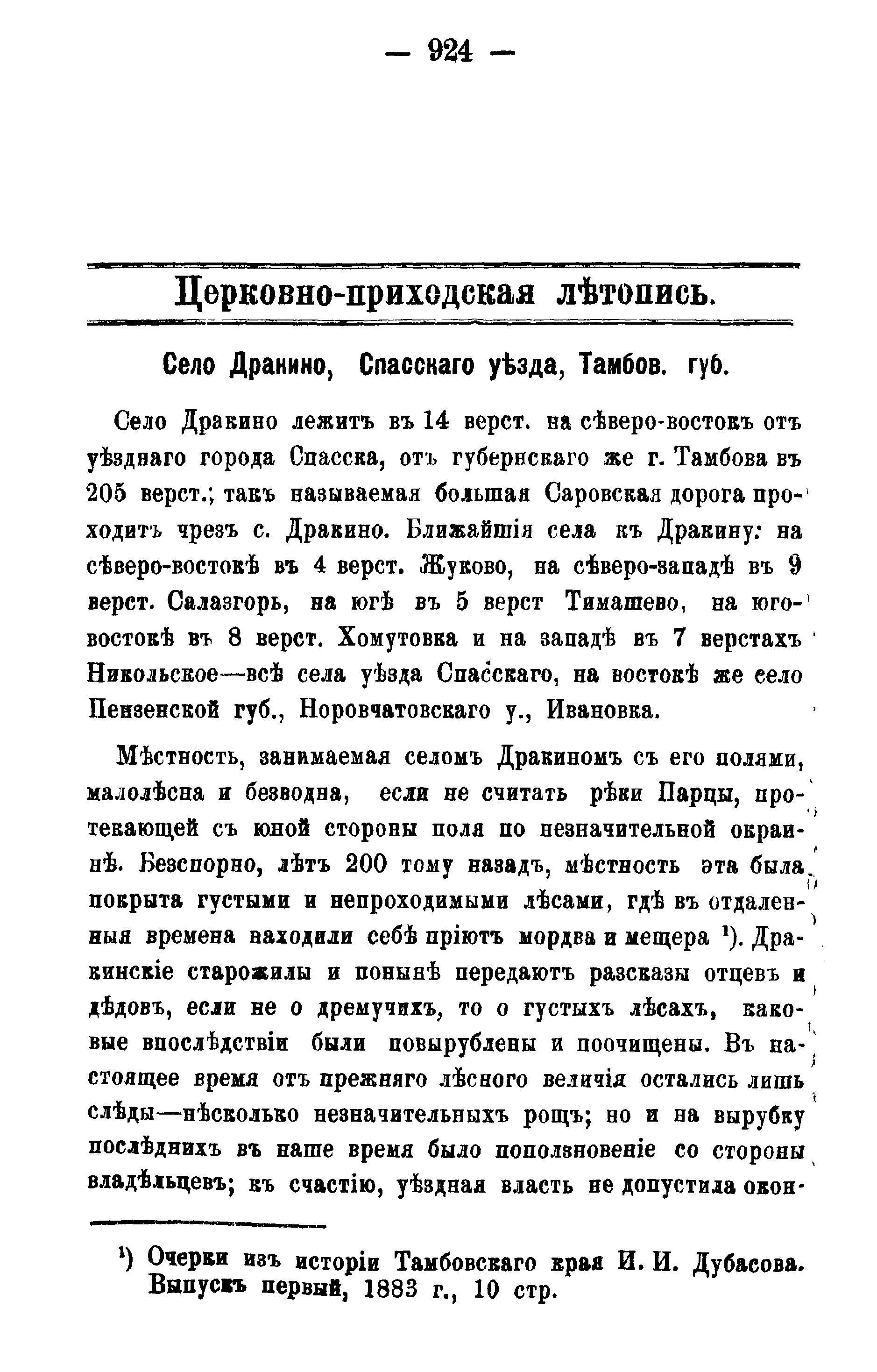
Записки приходского священника села Дракино Павла Богословского

Во второй половине XIX века предписаниями Синода приходским священникам было предложено составлять летописные и краеведческие материалы в отношении их храмов и поселений. Некоторые из таких сочинений затем публиковались в дополнительных частях Епархиальных ведомостей.
Павел Платонович Богословский ― священник Покровской церкви в селе Дракино с 26 февраля 1887 года. Написанные им записки являются важнейшим историческим и краеведческо-этнографическим памятником. Это единственное на сегодняшний день систематическое изложение истории села Дракино. Записки в июле 2007 года переведены в цифровой текстовый вид и размещены на нескольких общедоступных сайтах.

### Свято-Покровский мужской монастырь
Постановлением Священного Синода Русской православной Церкви от 26 февраля 1998 года приход Покрова Божией Матери села Дракино преобразован в Покровский мужской монастырь. Наместник монастыря с момента его образования — Игумен Пахомий (Куцын Серафим Юрьевич). По информации сайта Саранской и Мордовской епархии в монастыре пять насельников.